# Conselho Supremo das Forças Armadas
O Conselho Supremo das Forças Armadas (SCAF) (em árabe: المجلس الأعلى للقوات المسلحة, al-Maǧlis al-ʾAʿlā lil-Quwwāt al-Musallaḥah), também Conselho Superior das Forças Armadas) consiste de um corpo de 20  seniores oficiais do exército egípcio. Como consequência da Revolução Egípcia de 2011, o Conselho tomou o poder para governar o Egito a partir da queda do presidente Hosni Mubarak em 11 de fevereiro de 2011.
O Conselho se reuniu pela primeira vez sem a presidência do Presidente em 10 de fevereiro, e emitiu sua primeira declaração à imprensa, que sinalizou que o conselho estava prestes a assumir o poder; o que fizeram no dia seguinte após renúncia de Mubarak aos militares. A junta militar é chefiada pelo marechal Mohamed Hussein Tantawi, que serviu como ministro da Defesa sob Mubarak, e inclui os chefes de serviço e outros altos comandantes das Forças Armadas Egípcias, ou seja, o marechal da aeronáutica Reda Mahmoud Hafez Mohamed, o comandante da Força Aérea, Tenente-general Sami Hafez Anan, o Chefe do Estado Maior das Forças Armadas, o tenente-general Abd El Aziz Seif-Eldeen, Comandante da Defesa Aérea e vice-almirante Mohab Mamish, Comandante em Chefe da Marinha. Também em 2012 depois da saída de Tantawi, o Al-Sissi assumiu o cargo de Tantawi, não como presidente do Egito já que Mursi foi eleito o presidente do Egito até em julho de 2013 quando Mursi é deposto pelas Forças Armadas Egípcias. Atualmente o presidente do conselho das Forças Armadas é o Sedki Sobhi. 